# Sundasciurus davensis
Sundasciurus davensis is een eekhoorn uit het geslacht Sundasciurus die voorkomt op Mindanao (Filipijnen). Deze soort is alleen gevonden in de typelocatie, op 8 m hoogte in Madaum in Tagum City in de provincie Davao del Norte. S. davensis behoort tot het ondergeslacht Aletesciurus en is daarbinnen het nauwst verwant aan S. philippinensis; vaak worden deze twee eekhoorns tot één soort gerekend.